# Ida Bull
Ida Bull (* 22. August 1948) ist eine norwegische Historikerin und Hochschullehrerin.
1998 wurde Bull mit einer Dissertation über Handelshäuser in Trondheim im 18. Jahrhundert zum Dr. phil. promoviert. Von 1998 bis 2018 war sie Professorin für Geschichte an der NTNU in Trondheim. Seit 2002 ist sie Mitglied der Kongelige Norske Videnskabers Selskab. Ihr Hauptarbeitsgebiet ist Ortsgeschichte, ein zusätzlicher Schwerpunkt liegt bei der Geschichte der Frauenbewegung.

## Werke
- Bull, Ida (Hrsg.): Trøndelags historie, 2005
- Bull, Ida: De trondhjemske handelshusene på 1700-tallet : slekt, hushold og forretning, 1998. ISBN 82-7765-027-2 (Doktordissertation)
- Bull, Ida: Thomas Angell : kapitalisten som ble hjembyens velgjører, 1992. ISBN 82-7164-028-3
- Bull, Ida und Næss, Inga E.: Bakklandet lever!, 1985. ISBN 82-00-07488-9